# 睦橋 (福山市)

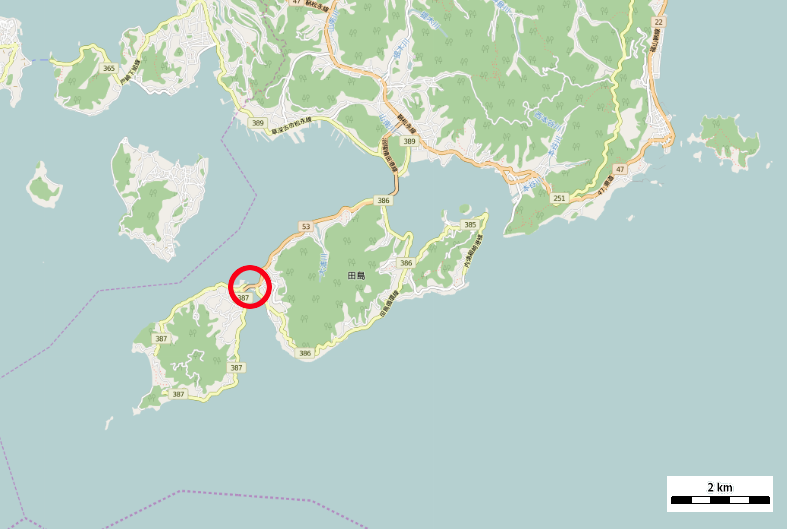
位置

睦橋（むつみばし）は、広島県福山市にあり田島と横島を結ぶ広島県道53号沼隈横田港線の桁橋。

## 概要
備後群島（芸予諸島）の2つ、沼隈半島の南約1 kmに位置する田島と横島を結ぶ道路橋。沼隈半島と田島は内海大橋で結ばれているため2島とも本州側と繋がっていることになる。
最初の架橋は1951年（昭和26年）、瀬戸内海唯一の開閉式橋梁であった。現在のものは2代目にあたり1979年（昭和54年）完成した。
田島と横島そして睦橋の位置関係が魚同志がキスしているように見えることから、恋愛パワースポットとして橋上をデコレーションされている。

## 諸元
- 路線名：広島県道53号沼隈横田港線[2][3]
- 橋長 : 219.75 m[3]
- 支間割 : 23.470 m + ( 40.290 m + 54.440 m + 40.190 m ) + 30.620 m + 30.740 m [3]
- 有効幅員 : 8.75 m（車道6.25 m + 歩道2.50 m）[3]
- 最大縦断勾配 : 8.0 % [3]
- 航路限界 : 5.60 m [3]
- 上部工
  - 主径間 : 3径間連続PC箱桁橋（ディビダーク工法）[3]
  - 側径間 : 単純PCT桁橋（フレシネー工法）[3]
- 下部工 : 重力式橋台2基、円柱張出式橋脚5基[3]
- 基礎工
  - 橋台 : 場所打杭基礎[3]
  - 橋脚 : 場所打杭基礎、P3のみニューマチックケーソン基礎[3]
- 完成年 : 1979年（昭和54年）[3]
- 設計監督 : 広島県福山土木建築事務所[3]
- 施工
  - 上部工 : オリエンタルコンクリート[3]
  - 下部・基礎工 : 大本組[3]
- 事業費 : 7億6,400万円[3]

## 沿革

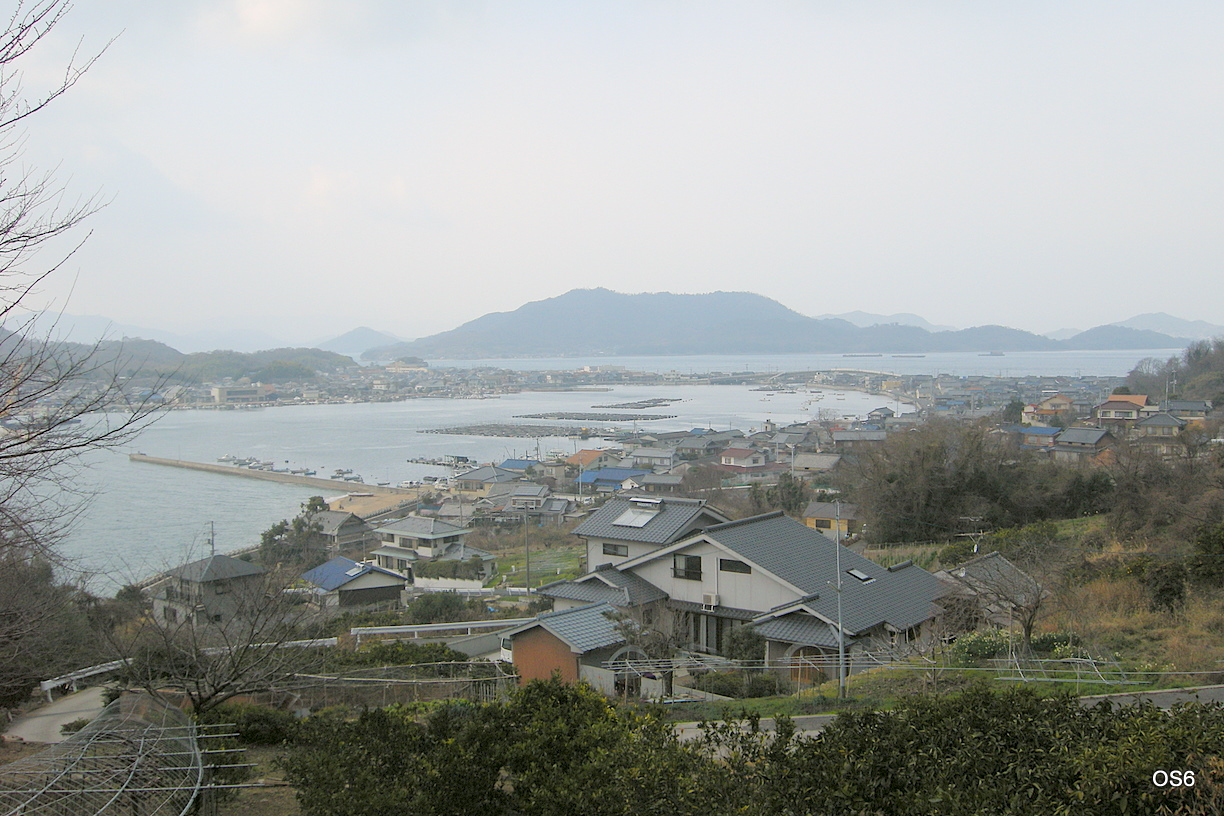
防地瀬戸。右やや上に睦橋が見える

当時沼隈郡田島村・横島村の2村制で構成されていた2島の間は、幅約50 mほどの「防地瀬戸」と呼ばれる海峡で隔たれている。古来、一つに繋がっていたが航路として開削したと伝えられている。
橋ができる前は、役場などそれぞれの島に存在していたが、共同施設の大部分は田島側にあり、横島から渡船を繰り返す状況だった。そのため橋で結ぶ構想が生まれることとなる。ただ、防地瀬戸は内海から外海である備後灘へ抜ける重要な航路であったため、航路確保も重要視された。そこで考えだされたのが、跳開方式可動橋であった。田中豊の技術協力のもと、当時瀬戸内海唯一であった開閉橋が1951年（昭和26年）3月完成した。以下、初代睦橋の諸元を示す。
- 橋種 : 可動式鋼トラス橋
- 橋長 : 45.70 m
- 幅員 : 3.00 m

架橋により2つの村はより密な交流が始まり、1955年（昭和30年）内海町誕生に至るのである。
その後、交通の増加・大型化に対応するため県道沼隈横田港線整備が決まり、1979年（昭和54年）2代目の現橋が架橋した。1989年（平成元年）、内海大橋が完成し2島とも本州と繋がることになった。
この橋を恋愛パワースポットとしてデコレーションしたのは2013年（平成25年）以降のこと。内海町の地域活性化団体が仕掛けたもので、島の婚活事業の一環として整備された。

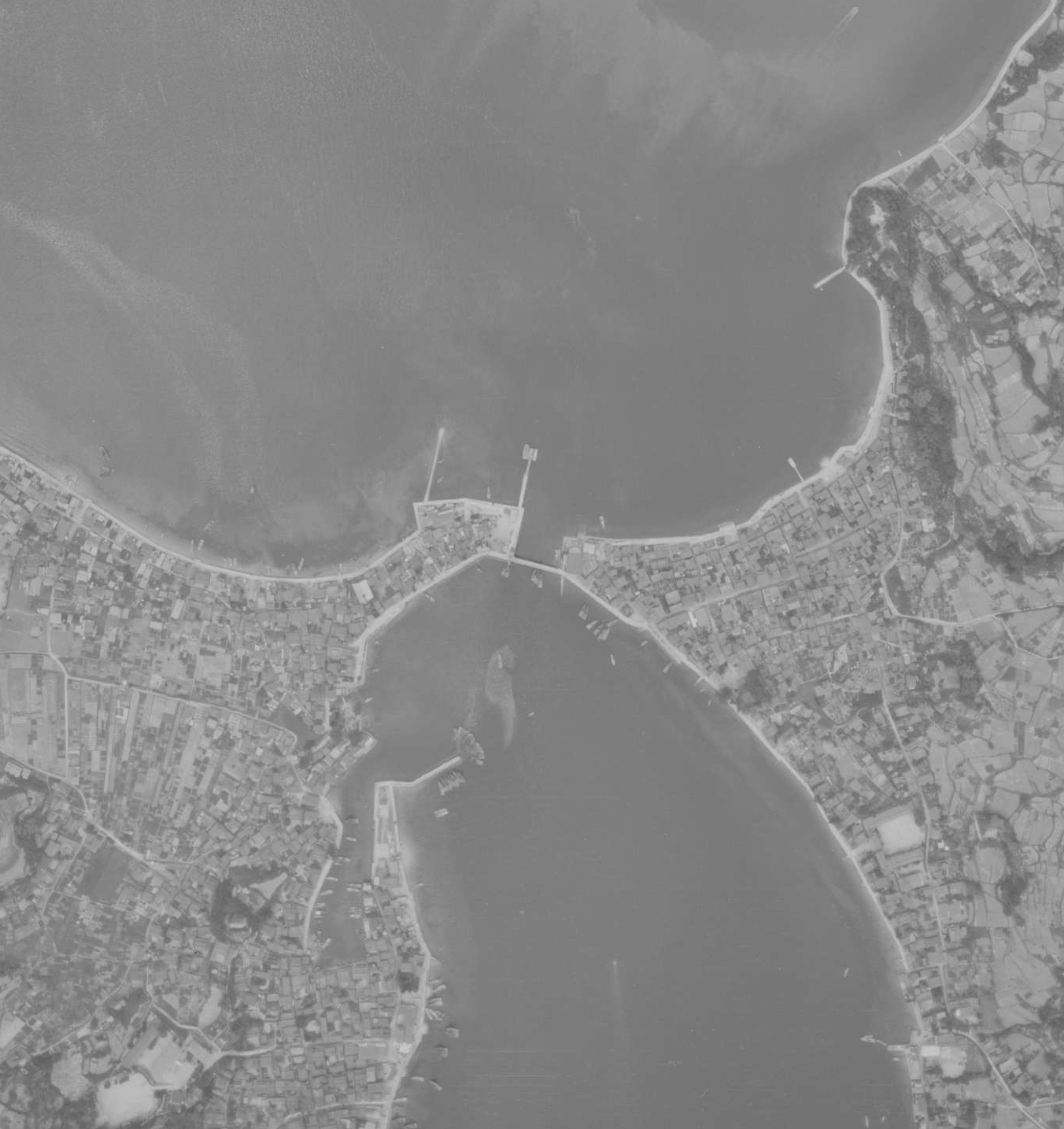
1961年[6]。初代の睦橋。全体ではなく西側のみが跳ね上がる。
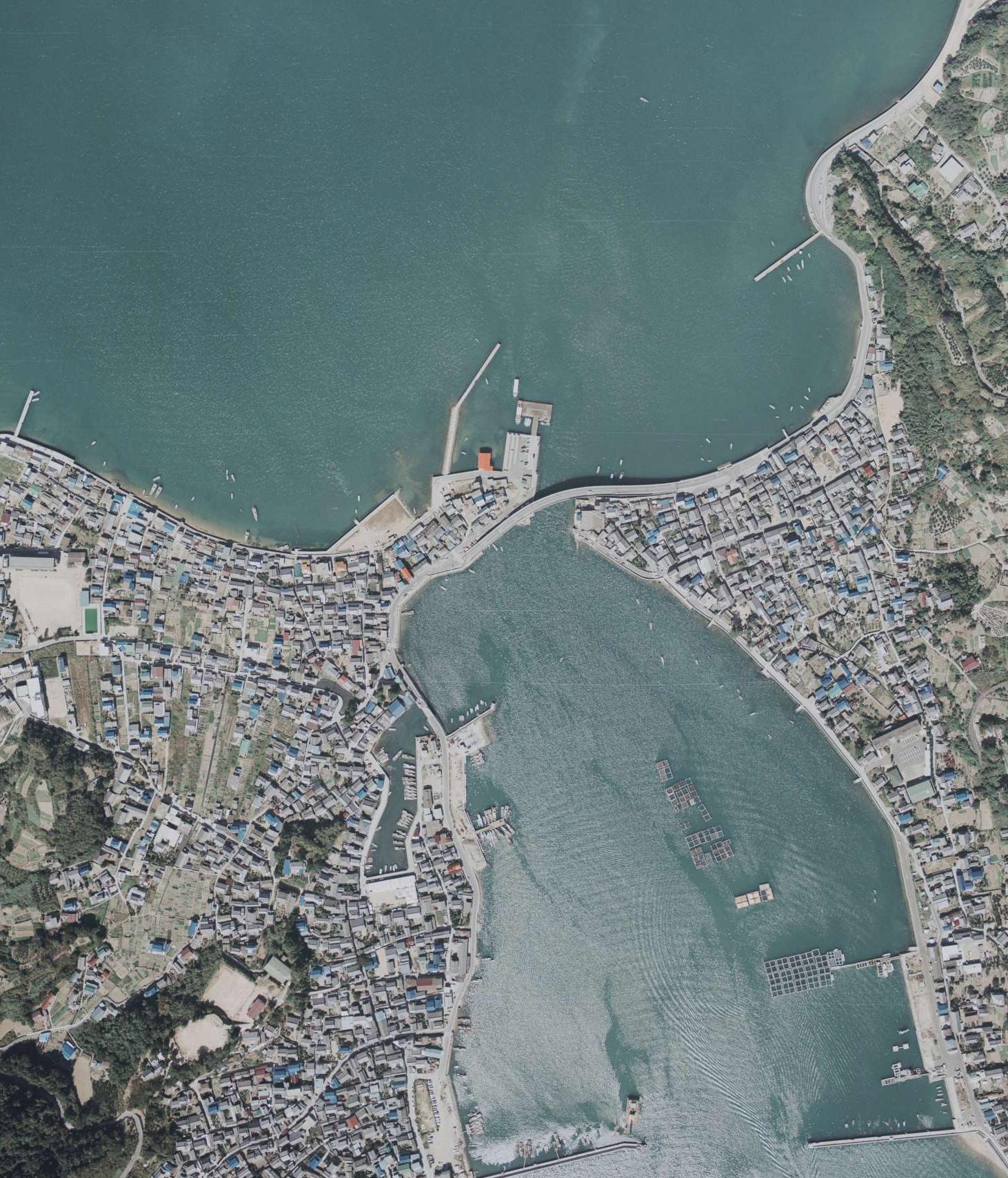
1981年[6]。現橋。